# Dopamina beta-hidroxilase
A dopamina beta-hidroxilase (DBH), também conhecida como dopamina beta-mono-oxigenase, é uma enzima presente em seres humanos, responsável principalmente pela conversão de dopamina em norepinefrina/noradrenalina.
Os três substratos dessa enzima são a dopamina (3,4-di-hidroxifenetilamina), vitamina C (ácido ascórbico) e O 2, enquanto os seus três produtos são a noradrenalina, desidroascorbato e H2O.
A DBH é uma oxigenase que contêm 290 kDa de cobre, consistindo de quatro subunidades idênticas, e a sua atividade requer a vitamina c como cofator.
É a única enzima envolvida na síntese de neurotransmissores de pequenas moléculas que está ligada à membrana, tornando a norepinefrina o único transmissor conhecido sintetizado dentro das vesículas. É expresso em terminais nervosos noradrenérgicos do sistema nervoso central e periférico, bem como em células da medula adrenal.

## Mecanismo de catálise
Com base nas observações do que acontece quando não há substrato ou oxigénio, as etapas seguintes parecem constituir a reação de hidroxilação.
Embora detalhes do mecanismo da DBH ainda não tenham sido confirmados, a DBH é homóloga a outra enzima, α-hidroxilação mono-oxigenase de peptidilglicina (PHM). Como o DBH e o PHM compartilham estruturas semelhantes, é possível modelar o mecanismo DBH com base no que é conhecido sobre o mecanismo PHM.

### Especificidade do Substrato
A dopamina beta-hidroxilase catalisa a hidroxilação não só da dopamina mas também de outros derivados da feniletilamina, quando disponíveis. O requisito mínimo parece ser um anel de benzeno com uma cadeia lateral de dois carbonos que termina em um grupo amino.

## Significado clínico
A DBH contribui principalmente para a biossíntese de catecolaminase traços de aminas. Também participa no metabolismo de xenobióticosrelacionados com essas substâncias; por exemplo, a enzima DBH humana catalisa a beta-hidroxilação de anfetaminae para-hidroxianfetamina, produzindo norefedrinae para-hidroxinorefedrina,respectivamente.

A DBH têm sido implicada como um fator nas condições associadas à tomada de decisão e drogas aditivas, por exemplo, alcoolismo e tabagismo,transtorno do déficit de atenção e hiperatividade,esquizofrenia, e doença de Alzheimer. A insuficiência desta enzima é chamada deficiência de dopamina beta hidroxilase. 